# Umbraco
Umbraco는 월드 와이드 웹 및 인트라넷에 콘텐츠를 게시하기 위한 오픈 소스 콘텐츠 관리 시스템(CMS) 플랫폼이다. C#으로 작성되었으며 마이크로소프트 기반 인프라에 배포되었다. 버전 4.5부터 전체 시스템은 MIT 라이선스에 따라 사용할 수 있다.
Umbraco는 2000년 닐스 하트비그(Niels Hartvig)에 의해 개발되었으며 2004년에 오픈 소스 소프트웨어로 출시되었다. 2009년 CMS Wire는 Umbraco를 선도적인 .NET 기반 오픈 소스 CMS 시스템 중 하나로 설명했다. 2010년에 하루 1000건의 다운로드를 기록한 Umbraco는 마이크로소프트 웹 플랫폼 설치 프로그램을 통해 주요 경쟁사인 DotNetNuke보다 두 단계 낮은 다운로드 상위 5위에 올랐으며, Codeplex에서는 DotNetNuke보다 6위, 13위 아래로 가장 많이 다운로드된 애플리케이션 12위에 올랐다. mojoPortal보다 높다.

## 같이 보기
- 저작물 관리 시스템 목록